# Nausithoe globifera
Nausithoe globifera is een schijfkwal uit de familie Nausithoidae. De kwal komt uit het geslacht Nausithoe. Nausithoe globifera werd in 1914 voor het eerst wetenschappelijk beschreven door Broch. 